# Farkas Györgyi
Zsivoczky-Farkas Györgyi (Budapest, 1985. február 13. –) magyar többpróbázó atléta.
Első hazai bajnoki érmét 1998-ban, a négypróbázó serdülő lányok országos bajnokságán elért harmadik helyével szerezte. 2000-ben serdülő hatpróba magyar bajnok volt. Egy évvel később fedettpályán felnőtt bronzérmes és junior ötpróba bajnok lett. Ebben az évben az ifik között hétpróba győzelmet szerzett. A debreceni ifi vb-n hetedik helyezett volt. 2002-ben fedett pályás felnőtt bajnoki ezüstérmes és szabadtéri ifi bajnok lett. A kingstoni junior-világbajnokságon 10. helyen zárt. 2003-ban ismét fedettpályán végzett második helyen az ob-n. A következő évben a grossetói junior-vb-n hetedik volt.
2005-ben fedettpályán és szabadtéren is ezüstérmes lett a felnőtt ob-n. Az erfurti U23-as Eb-n 16. volt. 2008-ban fedettpályán és szabadban is magyar bajnokságot nyert. Az ob-n teljesítette az olimpiai B-szintet. Az olimpián 28. helyen végzett. 2009-ben és 2011-ben fedettpályán lett újra magyar bajnok. 2010-ben hétpróba és távolugró magyar bajnokságot nyert, súlylökésben negyedik volt. 2011 májusában a többpróba ob-n egyéni csúccsal győzött és teljesítette az olimpiai kiküldetési B-szintet. Az universiadén gyomorfertőzése miatt nem tudott elindulni. A 2011-es atlétikai világbajnokságon a 24. helyen végzett, mely később egy ukrán versenyző diszkvalifikálása miatt hivatalosan 23.-ra módosult. A 2012-es Eb-n 14. volt. A londoni olimpián 6000 pont felett teljesített és a 22. lett.
2013-ban az universiadén bronzérmet szerzett. A világbajnokságon a 15. helyen végzett. A 2014-es atlétikai Európa-bajnokságon 10. lett. A 2015-ös fedett pályás atlétikai Európa-bajnokságon hatodikként zárt. A 2015-ös atlétikai világbajnokságon egyéni csúccsal (6389) hatodik helyezést és olimpiai kvótát szerzett. A 2016-os fedett pályás atlétikai világbajnokságon negyedik helyezést ért el. A 2016-os atlétikai Európa-bajnokságon ötödik lett. Az olimpián nyolcadikként zárt.
A 2017-es fedett pályás atlétikai Európa-bajnokságon bronzérmet szerzett ötpróbában. A világbajnokságon sérülten indult és 17. lett. Ezután 2020-ig több alkalommal elszakadt a vádlija és más sérülés is hátráltatta a felkészülését és a verseny idényét. Ebben az időszakban lett a Bp. Honvéd atlétikai szakosztályának az igazgatója.
Férje Zsivoczky Attila, volt többszörös bajnok, az olimpiai kalapácsgyőztes Zsivótzky Gyula fia.